# Andoni Egaña Makazaga
Andoni Egaña Makazaga (Zarautz, Guipúscoa, 2 d'octubre de 1961 és un bertsolari i escriptor en euskera. Llicenciat en filologia basca i membre de l'Euskaltzaindia.
Ha guanyat el Campionat Nacional de Bertsolaris -màxima competició dels versadors bascos- en quatre ocasions, els anys 1993, 1997, 2001 i 2005, ostentant el rècord de victòries de la competició. L'any 2009 va quedar en quarta posició i va cedir la txapela a Maialen Lujanbio, la primera dona que aconseguia el guardó.
Egaña és un dels bertsolaris pioners en la teorització del bertsolarisme modern. De fet, és una figura destacada pels seus estudis d'investigació i també sobre el procés de creació del bertso.
També escriu guions de televisió, escriu articles per a la premsa -al Diario Vasco, Euskaldunon Egunkaria, Argia, Berria- i ha abordat altres gèneres de la literatura.

## Premis
- Campionat Nacional de Bertsolaris:
  - Campió (4): 1993, 1997, 2001 i 2005
  - Finalista (7): 1986, 1989, 1993, 1997, 2001, 2005, 2009.
- Campionat de Bertsolaris de Gipuzkoa:
  - Segon el 1991.
- Campionat d'interpobles
  - Campió (1): 1999

## Obres

### Narració
- Sokratikoek ere badute ama (1989, Erein)

### Novel·la
- Pausoa noiz luzatu (1998)[5]

### Assaig
- Zozoak beleari (1997, Alberdania) (junto a Jon Sarasua)
- Hogeita bina (2004, Hariadna)

### Literatura infantil i juvenil
- Zaudete geldi pixka batean (1999, Elkar)
- Mendian (2000, Alberdania)
- Niri ez zait futbola gustatzen, eta zer? (2000, Elkarlanean)

### Biografia
- Basarri (1999, Sendoa)
- Imanol Urbieta. Luzea da bidea (2002, Ibaizabal)

### Articles
- Aitaren batean (1990, Elkar)